# Trophée Almar
Le Trophée Almar (le nom officiel complet de l'épreuve est Coppa dei Laghi-Trofeo Almar) est une épreuve cycliste italienne, organisée entre 2015 et 2019. Il se déroule sous la forme d'une course d'un jour. En 2015 et 2016, l'épreuve fait partie de l'UCI Europe Tour et de la Coupe des Nations espoirs en catégorie 1.Ncup. Depuis 2017, elle est inscrite au calendrier national de la Fédération cycliste italienne. En 2018, l'épreuve sert de championnat d'Italie espoirs. et est nommée Trofeo Corri per la Mamma - Trofeo Giuseppe Giucolsi a.m. - Coppa dei Laghi - Trofeo Almar.

## Palmarès
| Année | Vainqueur,           | Deuxième         | Troisième         |
| ----- | -------------------- | ---------------- | ----------------- |
| 2015  | Gianni Moscon        | Mihkel Räim      | Lennard Hofstede  |
| 2016  | Alexandr Kulikovskiy | Dorian Godon     | Riccardo Minali   |
| 2017  | Simone Bevilacqua    | Alessandro Covi  | Aleksandr Vlasov  |
| 2018  | Edoardo Affini       | Alberto Dainese  | Michele Corradini |
| 2019  | Alessandro Covi      | Samuele Zambelli | Martin Marcellusi |